# えなりかずき!そらナビ
『えなりかずき!そらナビ』は、2009年4月3日から2010年9月24日まで、中部日本放送（CBC）を製作局として、TBS系列で放送された天気・気象を題材にしたえなりかずき司会の情報番組である。ハイビジョン制作。

## 概要
本番組は、2005年4月から2009年3月にCBCが中京ローカル（中京広域圏）で放送された『サタデー生ワイド そらナビ』を発展解消し、全国ネット化したものである（2009年春のJNN改編スローガンは「総力報道!」。これによりJNN各局同士で相互連携を深める内容の番組が本番組を含め増加）。
在名局制作の全国ネットによる午後の情報生番組は『そらナビ』が史上初めてになる。金曜日のCBC制作の全国放送は『食べて極楽!』以来となった。
番組内では、天気・気象についての様々な疑問や季節の話題などについて、毎回あらゆる角度から検証する。また、"おいしい野菜の見分け方"などの生活情報についても、季節柄など気象を絡めながら紹介する。そして、全国のJNN加盟系列局（1回の放送で2 - 4局程度）の協力を得て、週末の天気予報も伝える。

### 『ひるおび!』との関係
本番組は2009年4月から開始されたTBSの情報番組『ひるおび!』金曜13時台の位置付けとしてスタートした。番組開始当初は正式タイトルに『ひるおび!』の冠が付き、『ひるおび!（TBS制作分の12時台）』からCM（ステーションブレイク）を挟まずにスタートし（『ひるおび!』司会者の恵俊彰から「えなりく～ん!」と呼びかけられて始まることがほとんど）、『（ひるおび!・）バンバンバン』に、こちらもCMを挟まず接続していた。
2009年7月20日より、TBS制作の『ひるおび!』は特に視聴率が低迷していた月曜日 - 木曜日の14時台の放送が打ち切られて13:53終了に改まったが、金曜版の放送枠は変更なく『バンバンバン』とともに引き続き放送された。同年10月2日からは再び改編が行われ、『ひるおび!』第2部が11:55開始（5分繰り上げ）、『ひるネタ!おとなの教室』が『おとなの教室』（現在は『ごごネタ!』）に改題の上13:50から放送。これらに付随して放送時間が5分繰り上がっている。なお、新聞の番組欄上では『ごごネタ!』が本番組に内含扱いとなる（『ひるおび!』編成上は中断扱い）。
2010年4月2日からは、『ひるおび!』のTBS制作分の放送時間全曜日共通に伴い、同年3月26日を以て終了した『バンバンバン』の後番組扱いで、金曜13:55 - 14:55にてスタートした。この日より『ひるおび!』の冠が外れ、事実上独立番組となった（地上デジタル放送のEPG番組表では「ひるおび!えなりかずき!そらナビ」と表記）。また番組の放送時間が繰り下がったために、森田正光が同時期に開始された夕方の報道番組『Nスタ』に出演するようになった関係もあり東京TBSからの中継出演になった。
放送時間が変更されて最初の放送となった2010年4月2日は、毎日放送では第82回選抜高等学校野球大会の準決勝を生中継したために休止となった。

### 番組の終了とその後
番組は、2010年9月24日を以て終了。これにより、『サタデー生ワイド』時代を含め5年半の放送に幕を下ろした。
CBCは放送枠を返上し、当時間帯は（月曜 - 木曜同様）ドラマ等の再放送や自社制作情報番組を中心とした各局別ローカル編成で『ひるドラ』後継枠は直前番組の『ごごネタ!○○TV』のみとなっていたが、2011年4月3日より日曜23時台後半枠にてCBC制作全国ネット番組（2024年4月現在は『アガルアニメ』）が放送されている。その後、2013年4月から13:55 - 15:50枠で開始した『ゴゴスマ -GO GO!Smile!-』が2015年3月30日からTBSテレビでも前半部分（13:55 - 14:53）のネットされることになった。在名局制作の生ワイド番組を在京キー局が同時ネットで放送するのは、当番組の終了（2010年9月24日）以来およそ4年半振りである。

## 放送時間の変遷
| 期間      | 期間      | 放送時間（JST） |
| --------- | --------- | --------------- |
| 2009.4.3  | 2009.9.25 | 12:55 - 13:55   |
| 2009.10.2 | 2010.3.26 | 12:50 - 13:50   |
| 2010.4.2  | 2010.9.24 | 13:55 - 14:55   |

## 出演者
★印・・・気象予報士　　◇印・・・放送時点で放送局所属のアナウンサー

### メインキャスター（MC）
- えなりかずき
- 加藤由香（CBC◇）

### 気象予報士陣
- 森田正光★ - レギュラー（2010年4月からは東京・TBSスタジオから中継出演）
- 森朗★ - レギュラー
- 根本美緒★ - 準レギュラー
- 奥村政佳（RAG FAIR）★ - 準レギュラー
- 真壁京子★

※基本は根本と奥村が週交代で出演しているが、該当週に出演できない場合真壁が出演する（根本・奥村共に2週連続で出演することはない）。

### 天気予報
- 北村泰宏★ - レギュラー
- 金原健二★ - 2010年3月までレギュラー

### ゲスト
2010年度から週替わりでゲストが出演する。出演するゲストは食べ物に関する資格（野菜ソムリエ、おさかなマイスターなど）を保有し、「産地直行」のコーナーで紹介した食材について説明することが多い。
- 西村知美
- 山口もえ
- 水野裕子
- さかなクンほか

### リポーター
- 沢朋宏★（CBC◇）
- 井駒彩
- 水野えり

### JNN系列局の出演経験者
| - HBC北海道放送 - 近藤肇★◇ - ATV青森テレビ - 吉田篤★ - IBC岩手放送 - 土村萌◇、大原崇史◇、照井健◇ - TBC東北放送 - 佐藤正則★、尾崎尚之★ - TUYテレビユー山形 - 安藤友江◇ - TUFテレビユー福島 - 上條麻里奈★◇、渡邊文嘉◇ - TBSテレビ - 佐藤大介★、高野貴裕◇ - UTYテレビ山梨 - 黒澤知弘◇、平松千花◇ - SBC信越放送 - 三島さやか◇、犛山美耶子◇、中澤佳子◇ - BSN新潟放送 - 水島知子◇、喜谷知純◇ - SBS静岡放送 - 岡村真美子★ - CBC中部日本放送 - 宮部和裕◇ - TUTチューリップテレビ - 鎌田香奈◇ - MRO北陸放送 - 重原佐千子、酒井千佳★◇、前原智子◇、白崎あゆみ◇ | - MBS毎日放送 - なし - BSS山陰放送 - 山根伸志◇ - RSK山陽放送 - 高畑誠★◇ - RCC中国放送 - 和佐由紀子◇ - tysテレビ山口 - 早川友希◇ - ITVあいテレビ - 林和香子◇、浜田友里子◇ - KUTVテレビ高知 - 保積英夫◇、竹内康祐◇ - RKB毎日放送 - 龍山康朗★◇ - NBC長崎放送 - 友成由紀◇ - RKK熊本放送 - 福嶌佳奈、岡村久美 - OBS大分放送 - 村津孝仁◇ - MRT宮崎放送 - 野田俊一郎★、川島恵◇、内田智之◇ - MBC南日本放送 - 亀田晃一★ - RBC琉球放送 - 崎濱綾子★ |

## 主なコーナー
※基本的な番組進行は土曜（中京ローカル）時代と同様。いずれも対象エリアが「東海3県」から「全国」へと拡大していた。
- オープニング

『ひるおび!』のエンディングで司会の恵俊彰が「金曜日はこの人にバトンタッチですね、えなりく～ん!」と呼びかけた直後に番組がスタートする。時折、恵がえなりに質問などを行うこともあった。（2010年3月まで）。
番組の見どころを紹介したり、1週間を振り返って天気・気象にまつわるニュースを伝える。1週間のうちに大きな災害などが発生している場合、ここで気象予報士陣が解説・分析することがあった。
- ロケ企画

「天気」にまつわる企画VTRを週替わりで送る。
- 産地直行

天気・気象とも関係する「旬な食材」をテーマに各地の名物食材を紹介する。とりあげた食材を用いたおすすめ料理を紹介する「産直レシピ」のコーナーもあった。
- 水の恵み

天気・気象と関わりが深い「水」にまつわる場所（主に湧き水、清流など）を訪れる。
- お天気旅

その季節ならではの場所に向かい、お天気との関係を探る。
このほかにも特別企画として司会陣がロケを行ったり、また街の人々や様々な分野の職業人に「その職業と天気の関係」や「天気予報に物申す!」と題した意見を聞く場合もあり、（天気予報について）辛らつな意見が紹介される事も珍しくない。
- 日本列島お天気ニュース

今週一週間に起きた全国各地の天気に関するニュースを（JNN各局よりニュース映像提供を受ける形で）伝える。うち2～3地点は中継をつなぎ、各地のJNN系列局の気象予報士やアナウンサーが登場する。後述のそらチューにかわる中継コーナーでもあった。
- 今週の花鳥風月

番組ディレクター「水澄（みずすまし）げんごろう」が1週間（ローカルの頃は放送日当日）のうちで発見した全国各地（ローカルの頃は東海3県）の身近な自然を紹介する（このディレクター名はペンネーム）。「げんごろう」は番組の中 で、「テレビは派手な目立つものを追いかけてしまいがちだが、目立たない地味なものもちゃんと見つめてあげたいと思う」とこのコーナーの趣旨を語っている。また、「げんごろう」には師匠がいるらしいが、詳しくは語られていない。
- 番組宣伝（不定期、主に改編期）

TBS制作のドラマ・映画の出演者が告知を兼ねて、TBS（主にPスタジオ）から中継、もしくは収録（ビデオメッセージ形式か、東京でえなりがインタビュアーとして出向く形式のいずれか）でゲスト出演することがある。『ひるおび!』本編と後続の『バンバンバン』にもセットでゲスト出演する場合が多い。えなりがインタビューをする場合、ドラマ出演者に対し「好きなお天気キャスターは？」「天気予報はよく見る？」「あなたにとっての観天望気は？」など本番組ならではの質問をするのが恒例になっている。
- そらナビ週間天気～森田さんの生!天気図解説

森田正光が即興で天気図を描き、放送から1週間のうち日付と場所を指定して天気をズバリ予報する。2010年3月まではスタジオの巨大地図上に天気図を描き予報していたが、同年4月からはCBCのスタジオからの出演が不可能になったため（前述）、TBSのスタジオから登場し、若干小さくなった地図上に天気図を描くようになった。また同年4月からは番組終盤に登場し、そらナビ公式の週間予報とあわせて予想した天気を発表する。
- エンディング

過去には週末天気予報を伝えてそのまま番組が終了したり、森田による翌週の天気に関して一言のコーナーであったりした。現在は以下のコーナーが不定期で放送されている。
- 「キショウ予報士」

「合格率6%」という気象予報士の希少性にちなんで、"希少"な特技を持つ"気象"予報士をVTRで紹介する不定期エンディングコーナー。スタジオではVTRに登場した「キショウ予報士」のキショウ（希少）度を予報士全員で判定する。
- 観天望気

地元のお天気通が「キャスター」となり、TV受像機を模した枠越しに天気を予想する。その土地や職業ならではの独特な方法が登場する。お天気通が予報し終えると突然幕が下りるのが恒例であった。2009年9月頃?まではレギュラーの中継コーナーであったが、その後一旦休止。現在は不定期のエンディングコーナー（VTR）として復活。
番組開始当初は、後番組『バンバンバン』の冒頭で司会の板東英二とえなりによるクロストークが行われ、時々中継先の今後の天気も伝えていたが、2009年7月17日放送分から『バンバンバン』の構成変更によって無くなった。
かつて放送されていたコーナー
VTR企画
- 東京de世界のハレごはん

都内の外国料理専門店を紹介する。その国ならではのお天気事情の紹介などもある。
- お天気トラブル企画

司法書士が登場する法律相談のコーナー。再現ドラマには森朗も特別出演で登場した。2010年1月22日のみの放送。
- そらチュー

全国のJNN系列局と中継をつなぎ、各局の気象予報士・アナウンサーが登場する他、JNN各局のお天気カメラを用いて各地の空もようも伝える。なおJNN系列各局のアナが登場する中継コーナーは2005年3月まで放送されていた『ウォッチ!』以来4年ぶりに本番組で復活した。2009年6月から11月にかけては、1局につき1分間で内容を伝えるスタンスに変わり、次第に中継局数が4局から2局程度に減少した。2009年末頃からは前述のお天気ニュースの中での中継にかわり、そらチューは休止している。
- 天気予報のツボ

“お天気が100倍楽しくなる”天気予報の基礎知識を気象予報士陣が解説する。前週の予報が外れた場合はその原因も番組及び出演の気象予報士独自の視点で検証。
- 今週のお天気知っ得ニュース

主にCM入り前にスタジオ気象予報士陣の一人が、気象業界の最近のニュースや気象に関する時事ネタなどを簡潔に伝える。
- 週末天気予報

2009年度は、番組最後に敏腕予報士・北村泰宏による天気予報を伝えていた。北村は予報の“自信度”によってネクタイの色を変えて登場した（青：自信控えめ、赤：自信満々など）。この天気予報を『そらナビ』公式の予報と表現し、スタジオ気象予報士陣と意見が分かれる場合もあった。この天気予報では番組開始当初、全県庁所在地+旭川・釧路の全国49地点の予報が出され、民放の全国ネット番組では特に詳しかったが、のちに一般的な予報画面（全国主要都市のみ）になった。予報士は、このコーナーに登場するまでは「週末予報準備室」に待機し、最新の気象データを分析しながら、番組中天気予報などを随時伝えた。このコーナーの予報が大きく外れた場合（予報：期間中は晴れの日が続く→結果：全国的に雨が降る）、外れたことについて北村が視聴者に対して謝罪をおこなっていた。2010年4月以降は、翌日の天気は画面右上の天気ループやCM明けの予報画面で、週間予報は「そらナビ週間天気」として天気図解説と共に伝えられる。

## お天気ループ
2010年4月以降、番組冒頭から10分間、画面左端上に全国9都市の、土曜日のお天気マークがループ形式で表記されている。
- 札幌→仙台→新潟→東京→名古屋→大阪→広島→福岡→那覇の順。

お天気マークのフォントは、CBC準拠のフォント（早朝番組及びCBCのローカル報道番組『イッポウ』で使われている物と同じフォント）を使用している。

## テーマソング
- OP「生活LIFE」 （RAG FAIR）
- ED「おーい空よ」（作詞・作曲：村上明彦、編曲：東京バナナボーイズ、歌：えなりかずき・根本美緒）

## スタッフ
- ナレーション：中西直輝、森合康行
- SW：加藤雅浩
- VE：森宮肇
- カメラ：南條行博
- 照明：森圭司
- 音声：鈴木圭一、梅村健太郎
- 美術：三木和彦、岡本年尾、伊藤守
- 化粧：Do8s
- 音効：beBlue
- TK：尾崎雅美
- VTR：徳野智美
- ディレクター：小柳津恵一、柴田知宏、増田達彦、伊藤学、柴田善司、澤木修司、小林淳二、寺岡明
- 演出：原信弥、柴山直輝
- プロデューサー：伊藤司、酒井喜久治
- 制作協力：CBCクリエイション／JNN系列局
- 製作著作：中部日本放送

## 備考
- 2009年9月25日の放送では「そらチュー」コーナーを担当しているJNN各局の局アナ・気象予報士がCBCに集結し（但し「そらナビ」を放送しているスタジオは狭くて入りきらなかった為、CBC本社1階の「CBC LOVEARTH」と中継回線を結ぶ形）、司会のえなりが○×形式により（集まったJNN各局予報士らに）様々な質問を行った。
- 2009年10月2日の放送では、準レギュラー根本美緒の結婚が決まった旨を大々的に取り上げていた。
- 2009年11月20日には、えなりと森朗が気象庁の本庁を取材した模様が放送された。[17] 前身の『サタデー生ワイド そらナビ』時代を含めて、本番組で本庁を取材するのは初めてである。ただし番組サイドの期待とは裏腹に、同庁の現役予報官はVTRに登場しなかった。
- 生放送中に大きなニュースが伝えられる場合は、適宜キー局・TBSのスタジオから速報が入る。
  - 過去には、覚醒剤所持容疑で逮捕状が出されていた酒井法子に関する報道（2009年8月7日）などをTBSから伝えた。
  - 2010年6月4日の放送では、第94代内閣総理大臣指名選挙関連報道のため、「花鳥風月」のコーナー中からワイプ画面で国会内の映像を中継し、その後TBSから菅直人総理大臣誕生の瞬間が伝えられた。ちなみにこの回の「生天気図解説」では、森田予報士がいつものTBS EスタジオではなくNスタジオ（直前まで首相指名ニュースを伝えた報道スタジオ）から登場した。

### 系列局の参加
この番組はJNN系列の各局が中継などに参加し、全国の気象予報士が登場している。ただし、諸事情により番組には登場しない気象予報士もいる。
- HBC・TBC・RSK・RKB・RBCなどの系列局は専属気象予報士が登場し、比較的登場頻度も多い。特にHBCとRBCは、それぞれCBCから遠く離れた地に所在し、担当のHBC近藤肇は気象予報士の資格を持つ社員アナウンサー、RBC崎濱綾子はウェザーマップ所属であることから、日本の両端に位置し気候が異なるためよく比較対象として登場頻度が飛び抜けている。最終回の「日本列島お天気ニュース」も生中継はHBCとRBCだった。RSKは、2010年4月以降、登場していない[18]。
- TBSには気象予報士の資格を持つアナウンサーとして小林豊（CBCが所在する愛知県名古屋市出身）が在籍するが、「みのもんたのサタデーずばッと」（および同番組内のJNNニュース）でしか気象予報士の仕事を行わないことから、小林は本番組の中継に登場しない。また、中継コーナー（「森田さんの天気図解説」を除く）がある時は、スポーツ中継・映画・ドラマなど告知がある場合にのみ登場する（過去には映画『余命1ヶ月の花嫁』の告知を兼ねて佐藤大介予報士が登場した）。
- MBSでは、今出東二（当時同局唯一の気象キャスター、日本気象協会関西支社から独立）が本番組前後の時間帯に生放送番組[19] へ出演することもあって、本番組の中継コーナーには一切参加しない（MBSスタジオ内からの出演もない）。ただし、同局制作の『バンバンバン』では、CBCのサービスエリア（東海3県）からの中継を放送することがあった。また、本番組内でも中継以外のコーナーでは近畿地方からの特集が組まれることが比較的多い。
- 制作局のCBCは、TBS同様中継コーナーに登場することは少ない。過去には中日クラウンズ、スペシャルドラマ『花祭』（ドラマの舞台となった愛知県北設楽郡東栄町から）などの告知を兼ねて登場した。